# Buggerru
Buggerru (sardisk: Bugèrru) er en by og en kommune (comune) i provinsen Sud Sardegna i regionen Sardinien i Italien. Byen ligger i 51 meters højde og har 1.068 indbyggere (2016). Kommunen har et areal på 48,33 km² og grænser til kommunerne Fluminimaggiore og Iglesias.